# Рабочая Марсельеза
«Рабо́чая Марселье́за» — русская революционная песня на мелодию французского гимна — песни «Марсельеза». 
«Рабочая Марсельеза» использовалась в качестве гимна в первые месяцы после Февральской революции. Известна также под названиями «Новая песня» и «Отречёмся от старого мира».
Слова П. Л. Лаврова (это не перевод с французского), музыка Клода Жозефа Руже де Лиля. Текст опубликован в газете «Вперёд» 1 июля 1875 года под названием «Новая песня».
Временным правительством «Марсельеза» была утверждена в качестве государственного гимна 6 марта 1917 года по старому стилю — через 4 дня после отречения от престола Николая II. Первое время она исполнялась под оригинальную французскую мелодию, но затем композитор А. К. Глазунов видоизменил музыку так, чтобы она лучше соответствовала русским словам.
В Петрограде местный Совет рабочих и солдатских депутатов 4 апреля 1917 года провозгласил вместо «Марсельезы» гимном «Интернационал», но тогда это решение не встретило поддержки. Временное правительство лишь заявило, что окончательное решение о гимне должно в будущем принять Учредительное собрание.

## Текст
Отречёмся от старого мира,
Отряхнём его прах с наших ног!
Нам враждебны златые кумиры,
Ненавистен нам царский чертог.
Мы пойдём к нашим страждущим братьям,
Мы к голодному люду пойдём,
С ним пошлём мы злодеям проклятья —
На борьбу мы его поведём.

Припев:
Вставай, поднимайся, рабочий народ!
Вставай на врага, люд голодный!
Раздайся, клич мести народной!
Вперёд, вперёд, вперёд, вперёд, вперёд!
Богачи-кулаки жадной сворой
Расхищают тяжёлый твой труд.
Твоим потом жиреют обжоры,
Твой последний кусок они рвут.
Голодай, чтоб они пировали,
Голодай, чтоб в игре биржевой
Они совесть и честь продавали,
Чтоб глумились они над тобой.
Припев.
Тебе отдых — одна лишь могила.
Весь свой век недоимку готовь.
Царь-вампир из тебя тянет жилы,
Царь-вампир пьёт народную кровь.
Ему нужны для войска солдаты —
Подавай ты ему сыновей.
Ему нужны пиры и палаты —
Подавай ему крови своей.
Припев.
Не довольно ли вечного горя?
Встанем, братья, повсюду зараз —
От Днепра и до Белого моря,
И Поволжье, и Дальний Кавказ.
На врагов, на собак — на богатых,
И на злого вампира — царя.
Бей, губи их, злодеев проклятых,
Засветись, лучшей жизни заря.
Припев.
И взойдёт за кровавой зарёю
Солнце правды и братской любви,
Хоть купили мы страшной ценою —
Кровью нашею — счастье земли.
И настанет година свободы:
Сгинет ложь, сгинет зло навсегда,
И сольются в одно все народы
В вольном царстве святого труда.
Припев.